# Joxean Artze
Joxean Artze Agirre (Usúrbil; 6 de abril de 1939- Usúrbil, 12 de enero de 2018) fue un poeta, escritor y músico txalapartari español, que formó parte del movimiento cultural Ez Dok Amairu. Figura central de la literatura vasca y es conocido, entre otras muchas obras, por ser el autor del poema Txoria txori.

## Biografía
En 1966 creó con Mikel Laboa, Xabier Lete, Benito Lertxundi y Lourdes Iriondo el grupo Ez Dok Amairu para proteger la cultura vasca. Escribió las letras de famosas canciones de Mikel Laboa como Gure bazterrak o Txoria txori. En los años 70 imaginó con su hermano Jesús y Laboa el espectáculo multimedia Ikimilikiliklik que está compuesto de sonidos de poemas y de imágenes. Es también, como su hermano, un reconocido concertista de txalaparta.

## Obras

### Poesía
- Isturitzetik Tolosan barru (Egilea editore, 1969)
- Laino guztien azpitik, José Luis Zumetaren laguntzarekin. (Egilea editore, 1973)
- Eta sasi guztien gainetik, José Luis Zumetaren laguntzarekin. (Egilea editore, 1973)
- Gaur egun arrautza azkurekin esnatu naiz”, (Batano editore, 1976)
- Bide bazterrean hi eta ni kantari (Egilea editore, 1979)
- Ortzia lorez, lurra izarrez (Elkar, 1987)
- Gizon handia da mundua, eta mundu ttikia gizona (Elkar, 1988)
- Mundua gizonarentzat eginda da, baina ez gizona munduarentzat (Zubi-Zurubi, 1998)
- XX. mendeko poesia kaierak - Joxean Artze (Susa, 2000): Koldo Izagirreren edizioa
- Oihana auhenka (Jazzle, 2001): Disko liburu kolektiboa
- Bizitzaren atea dukegu heriotza (Elkar, 2013).
- Heriotzaren ataria dugu bizitza (Elkar, 2013).

### Discografía (como intérprete)
- ARZA ANAIAK: Txalaparta (Disco de 7", 1968, Herri Gogoa-Edigsa)
- HARZABAL: Harzabal (LP, 1968, Columbia)
- ARZA ANAIAK: Txalaparta ‘75 iraila (LP, 1975, Cramps records)
- AREA International POPular group: Maledetti (maudits) (LP - CASSETTE, 1976, Cramps records)
- A. GONZALEZ ACILU: Arrano beltza (LP, 1977, Movieplay)
- VARIOS AUTORES: Bai Euskarari jaialdia (LP - CASSETTE doble, 1978)
- J.A. ARTZE HARTZABAL: Amodiozko baratzetan (LP - CASSETTE, Ots - A.Egaña)
- J.A. ARTZE HARTZABAL: Lizardi (LP - CASSETTE, Ots - A.Egaña)
- J.A. ARTZE HARTZABAL: Pedro Maria Otaño (LP - CASSETTE 1980, Ots - A.Egaña)
- J.A. ARTZE: Gizon haundia da mundua, eta mundu ttikia gizona (LP - CASSETTE, 1988, Elkar)
- BEÑAT ACHIARY: Arranoa (CD, 1988, Ocora-Radio France, París)
- AREA International POPular group: Maledetti (maudits) (CD reedición, 1994, Cramps records)
- J.A. ARTZE: Gizon haundia da mundua, eta mundu ttikia gizona (CD reedición, 1995, Elkar)
- VARIOS AUTORES: Belarritik Bihotzera: pasarte aukeratuak. (CD doble, 1996, Bibli Elkarte Batuak)
- JOSANTON ARTZE: Mundua gizonarentzat egina da, baina ez gizona munduarentzat (CD, 1998, Eneixe)
- MADDI OIHENART: Lürralde zilarra (CD, 1998, Agorila)
- JEAN SCHWARZ: Goñi'ko Zalduna / Itzala (CD doble, 1998, Celia records)
- JEAN SCHWARZ: Dilin dalan (CD, 2000, Celia records, Frantzia)
- AREA International POPular group: Maledetti (maudits) (LP - CD reedición, 2000, Akarma)
- ARTZE, AXIARI, ETXEKOPAR, LÊ QUAN, LE PIEZ, BIKONDOA, ARTZE, GOROSTERAZU, BARBOFF: Oihana Ahuenka (CD, 2001, Jazzle)
- OIHENART, AROTZE, ETXEKOPAR, VISSLER: Arbaila (CD, 2002, Kultulan diskak)
- BITORIANO GANDIAGA: Elorri loratua (CD doble, 2003, Keinu)
- LUIS DE PABLO: Zurezko olerkia (CD, 2003, Iberautor Promociones Culturales)
- VARIOS AUTORES: Oteiza Jorgeri (CD, 2004, Pamiela)
- VARIOS AUTORES:  Pais Basque kantuketan (CD doble, 2003, Ocora-Radio France)
- AXIARI, LOPEZ, EZKURRA: Avril (CD, 2007, Langon)
- HARZABAL: Harzabal (CD reedición, 2007, Pamiela phonogauzak)
- ARZA ANAIAK: Txalaparta ‘75 iraila (CD reedición, 2007, Strange days records)
- AREA International POPular group: Maledetti (maudits) (CD reedición, 2007, Strange days records)
- JUAN MARI BELTRAN: Txalaparta (CD, 2009, NO-CD records)
- AREA International POPular group: Maledetti (maudits) (LP reedición, 2014, Cramps records - Sony Music)